# Montcarra
Montcarra település Franciaországban, Isère megyében. Lakosainak száma 606 fő (2022. január 1.). Montcarra Saint-Savin, Vignieu, Rochetoirin, Ruy-Montceau, Saint-Chef és Saint-Jean-de-Soudain községekkel határos.

## Népesség
A település népességének változása:
| Lakosok száma | 179  | 233  | 288  | 422  | 503  | 519  | 532  | 569  | 588  | 606  |
|               | 1968 | 1982 | 1990 | 2006 | 2013 | 2015 | 2017 | 2019 | 2020 | 2022 |